# Rhinocéros blanc du Nord
Sous-espèce
Répartition géographique
- Ceratotherium simum cottoni
- Ceratotherium simum simum

Statut de conservation UICN

CR : 
En danger critique
Statut CITES
Le Rhinocéros blanc du Nord (Ceratotherium simum cottoni) est l'une des deux sous-espèces du Rhinocéros blanc (Ceratotherium simum) avec le Rhinocéros blanc du Sud (Ceratotherium simum simum). Originaire de plusieurs pays d'Afrique de l'Est et centrale, la sous-espèce est classée en danger critique d'extinction par l'UICN en 2020. Depuis 2018, elle est seulement représentée par deux femelles après la mort du dernier mâle (Sudan).

## Description physique
Le rhinocéros blanc du Nord (Ceratotherium simum cottoni) est légèrement plus petit que le rhinocéros blanc du Sud (Ceratotherium simum simum). Les mâles pèsent en moyenne 2 000 kg et mesurent jusqu'à 3,8 m de long pour une hauteur au garrot de 1,8 m,. Les femelles, quant à elles, sont plus petites et plus légères, avec un poids d'environ 1 700 kg, une longueur de 3,6 m, et une hauteur au garrot de 1,6 m.La corne du rhinocéros blanc du Nord, constituée de kératine, peut atteindre exceptionnellement une longueur de 1,5 m, bien que la taille moyenne soit généralement plus proche de 65 cm. Cette corne est principalement utilisée pour déblayer les obstacles lors de la quête de nourriture et comme moyen de défense contre les prédateurs.

## Taxonomie
Selon une étude de 2010, les différences anatomiques (crâne), morphologiques (dents) et génétiques entre les deux taxons de rhinocéros blancs en font deux espèces distinctes plutôt que deux sous-espèces. Celle du Sud devrait alors s'appeler Ceratotherium simum et celle du Nord Ceratotherium cottoni.

## Vers l'extinction?
Dans les années 1960, on dénombre 2 360 rhinocéros blanc du Nord en liberté. Ils ont été exterminés par des braconniers pendant 20 ans. En 1984, il en reste 15. Ils sont alors isolés dans des parcs et leur population remonte à 30 en 1994.
L'extinction du Rhinocéros blanc du Nord peut sembler imminente. Il n'en reste en effet plus que deux femelles dans une réserve au Kenya. Le 17 octobre 2014 marque la mort du dernier mâle capable de se reproduire (nommé Suni), la sous-espèce est donc au bord de l'extinction. À la mort de Nabire en juillet 2015, le nombre de rhinocéros blancs du Nord en vie était de quatre. L'espérance de vie du Rhinocéros blanc du Nord est évaluée à 43 ans en moyenne, or deux des quatre derniers individus encore vivants jusqu'en novembre 2015 ont déjà plus de 40 ans. L'un des quatre derniers individus, Nola, meurt en novembre 2015 à San Diego. Le dernier mâle, Sudan, étant mort le 19 mars 2018, le seul espoir de perpétuer l’espèce serait donc d’avoir recours à la fécondation in vitro avec les femelles encore en vie et le sperme conservé d’autres mâles, sachant que les deux femelles restantes sont la fille et la petite-fille de Sudan.
En mai 2017, une campagne est lancée pour lever des fonds afin de procéder à une fécondation in vitro, à partir de la semence du mâle Sudan. L'objectif est d'inséminer soit les deux femelles existantes de l'espèce, ou, à défaut, des femelles de la sous-espèce voisine, celle du rhinocéros blanc du Sud, dont la population est encore importante.

### Espoirs?
Malgré l'extinction fonctionnelle de la sous-espèce à la suite du décès de Sudan, le dernier rhinocéros blanc du Nord mâle, l'espoir subsiste pour cette sous-espèce. Grâce aux progrès scientifiques des dernières années, des vétérinaires sont parvenus à prélever avec succès des ovocytes des deux dernières femelles de la sous-espèce : Najin (30 ans) et sa fille Fatu (19 ans). Ce sont au total dix ovocytes, cinq de chaque femelle, qui ont été récupérés. Après incubation, sept ont été retenus aptes à la fécondation. En laboratoire, les ovocytes ont ensuite été inséminés par du sperme congelé de deux rhinocéros mâles morts. Le 11 septembre 2019 et après dix jours d'incubation, deux premiers ovocytes de Fatu se sont développés en embryon, permettant d'imaginer dans un futur proche la naissance d'un bébé rhinocéros blanc du Nord,.
Cependant, les scientifiques doivent encore parvenir à implanter l'embryon dans une femelle rhinocéros blanc du Sud puisque les deux femelles de la sous-espèce Nord sont inaptes à mener une grossesse à terme. Il faudra ensuite que la grossesse se déroule sans encombre, alors que toutes les fécondations in vitro de rhinocéros blanc du Sud ont échoué.

En février 2022, deux nouveaux embryons sont créés par le consortium BioRescue, amenant le total d'embryons viables à 14 (tous conçus à partir des ovocytes de Fatu). Ces derniers se développent au sein du laboratoire Avantea, en Italie, avant d'être cryoconservés en novembre 2021 et février 2022. Ils attendent toujours leur transfert à des mères porteuses de rhinocéros blanc du Sud. En janvier 2024, 30 embryons ont été créés, et l'implantation est prévue dans les six mois à venir.